# Avenue des Chalets (Uccle)
Ne doit pas être confondu avec Avenue des Chalets.
L'avenue des Chalets est une voie de la commune bruxelloise d'Uccle.
Elle est classée par Immoweb comme étant la rue la plus chère de Bruxelles en 2024 avec un prix au m² de 5 569 €.

## Situation et accès
Cette avenue est située à proximité et de la Forêt de Soignes.

## Bâtiments remarquables et lieux de mémoire
- Domicile de la femme politique Viviane Teitelbaum[3].